# Franz Rüger
Franz Rüger (* 7. Februar 1924; † 1989 Pseudonyme: René Besier, Franz Krüger) war ein deutscher Schlagertexter.

## Leben
In den 1960er Jahren war Franz Rüger Programmgestalter beim Hessischen Rundfunk. Rüger ist zudem Autor von zahlreichen deutschen Schlagern und Karnevalsliedern für Ernst Neger, Margit Sponheimer oder Jupp Schmitz.
Das Lied Ich kauf’ mir lieber einen Tirolerhut, gesungen von Billy Mo im Jahr 1962, den Franz Rüger zusammen mit Charly Niessen schrieb, erreichte Platz eins in den Deutschen Charts.

## Werke als Schlagertexter (Auswahl)
- 1959 Chris Howland: Kleines Mädchen aus Berlin
- 1959 Heinz Maria Lins: Bei jungen Mädchen
- 1961 Anita Lindblom: Ein bißchen Mut
- 1962 Gene Williams: Weiße Segel in der Mondnacht
- 1962 Billy Mo: Ich kauf’ mir lieber einen Tirolerhut
- 1963 Das Silbersee Trio: Winnetous bester Freund
- 1963 Gerhard Wendland: Heut’ bleiben wir zu Haus
- 1963 Dorthe: Das Lied ist verklungen
- 1963 Renate und Werner Leismann Im kleinen Dorf am Rio Grande
- 1963 Sacha Distel: Ein paar Tränen
- 1963 Christa Williams & Jo Roland: Ein armer Cowboy kam aus weiter Ferne
- 1964 Billy Mo: Ich hab’ ein klitzekleines Häuschen geerbt
- 1965 Dorthe: Eine Schwalbe macht noch keinen Sommer
- 1965 Heidi Bachert: Das liegt alles nur an Dir
- 1966 Vicky Leandros: Sterne der Liebe
- 1969 Nina Lizell: Sonnenschein und Regen
- 1969 Kurt-Adolf Thelen: Ich leg’ mein Geld in Wein an
- 1969 Margit Sponheimer: Am Rosenmontag bin ich geboren
- 1969 Jupp Schmitz: Du da vorn, stoß ins Horn
- 1969 Jörg: Mariangela
- 1975 Margit Sponheimer: Ich hab von einem Prinz geträumt
- 1977 Margit Sponheimer: Man braucht für alles ’nen Mann